# Batley
Batley is een plaats in het bestuurlijke gebied Kirklees, in het Engelse graafschap West Yorkshire. De plaats telt 43.000 inwoners.

## Geboren in Batley
- Joseph Priestley (Birstall, 1733-1804), fysicus
- Robert Palmer (1949-2003), rockartiest
- Jo Cox (1974-2016), parlementariër

## Galerij

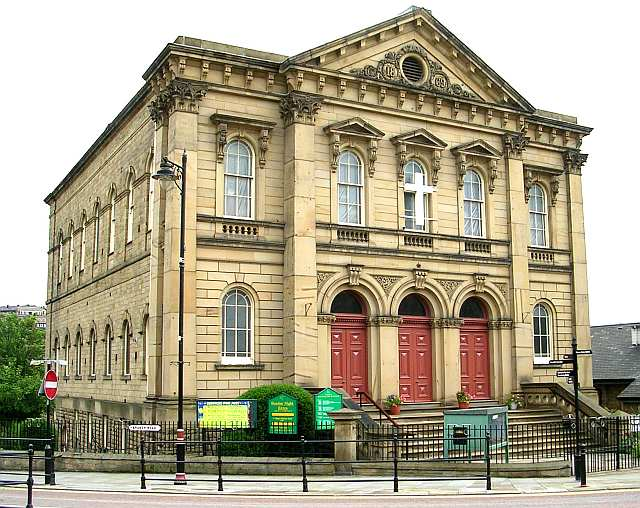
Methodistenkerk aan Commercial Street
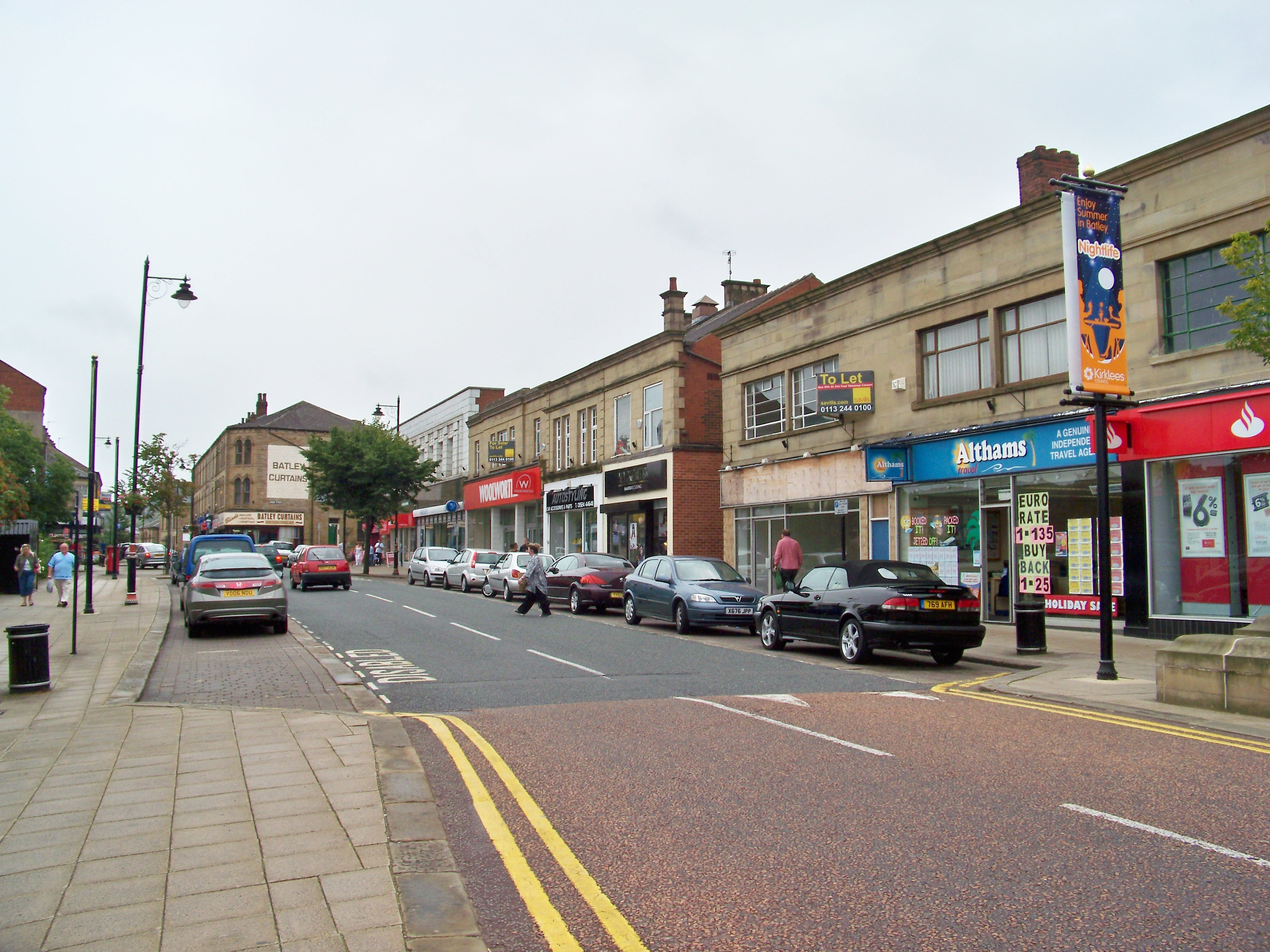
Commercial Street

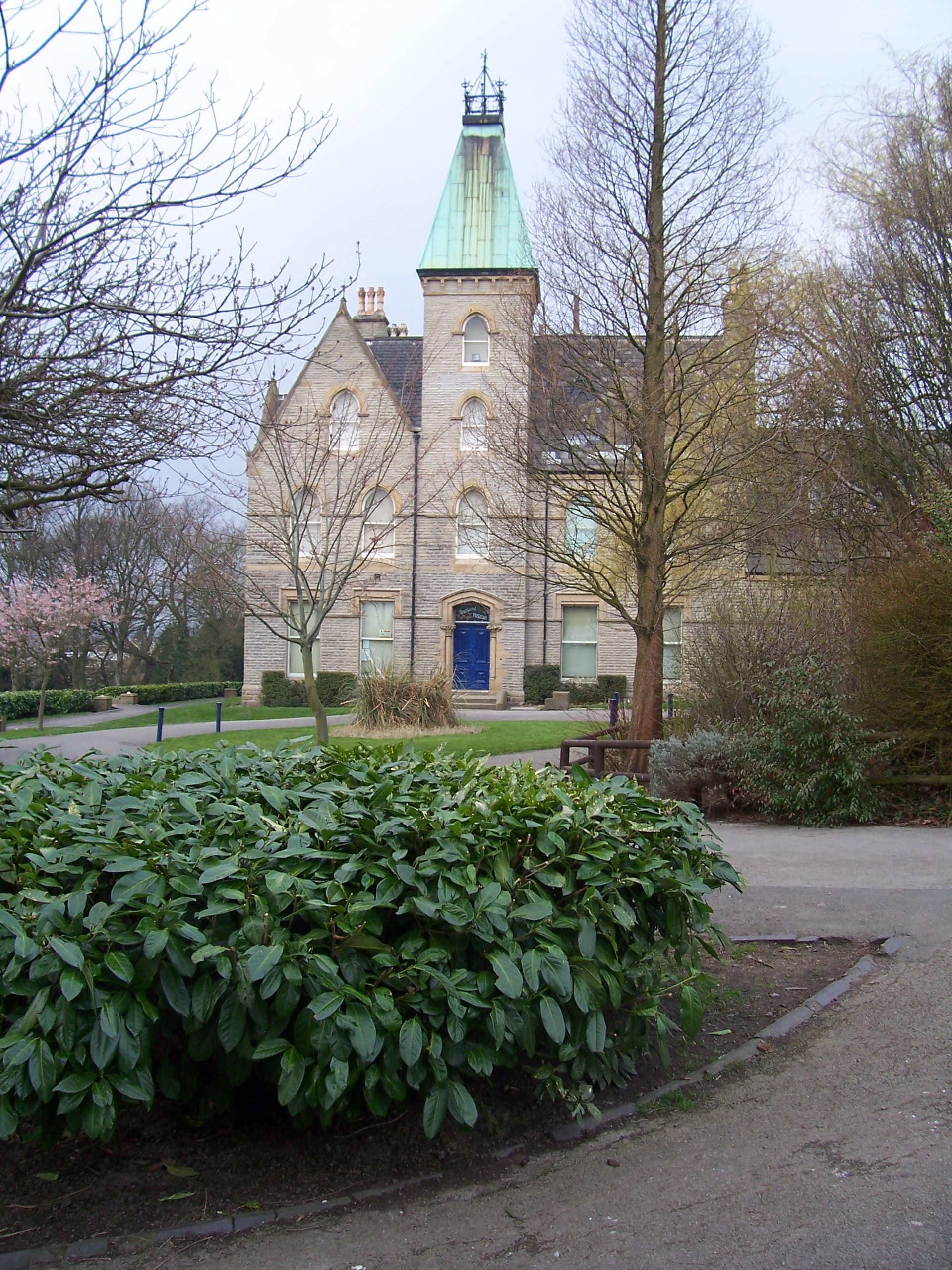
Bagshawmuseum
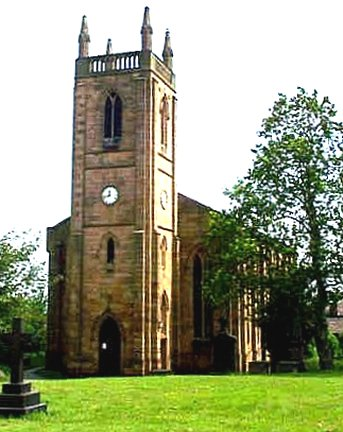
Kerk van St. Paulus